# Hakea grammatophylla
Hakea grammatophylla (лат.) — кустарник, вид рода Хакея (Hakea) семейства Протейные (Proteaceae), произрастает в Северной территории Австралии.

## Ботаническое описание
Hakea grammatophylla — небольшой изменчивый кустарник, растущий на высоту от 0,5 до 1,5 м, иногда прямостоячий, но редко разветвлённый. Листья длинные, плоские и узкие яйцевидной формы от 8 до 20 см в длину и от 0,4 до 1 см в ширину. Эффектные красные или тёмно-розовые душистые цветы в количестве 100—150 на кисти обычно появляются в конце зимы с марта по август. Плоды узкие и довольно гладкие, длиной около 2—2,5 см, сужающиеся к острому кончику.

## Таксономия
Вид Hakea grammatophylla был впервые официально описан в 1868 году немецким ботаником Фердинандом Мюллером. Видовой эпитет — от латинских слов  grammatus, «полосатый с тонкими линиями», и phyllum, «лист», относящиеся к заметным мелким жилкам на листьях.

## Распространение и местообитание
H. grammatophylla — редкий вид, ограниченный хребтами Мак-Доннелла, простирающимися от хребтов Джорджа Джилла на западе до Белого хребта на востоке. Растёт в почвенных карманах среди скалистых склонов и речных ущелий.

## Охранный статус
H. grammatophylla считается редким из-за его ограниченного ареала согласно Бриггсу и Ли (1995).